# نهضت رادیکال ایران
نهضت رادیکال ایران یک حزب سیاسی در ایران در طول انقلاب ۱۳۵۷ بود. این حزب با حزب جمهوری خلق مسلمان ایران و حزب جمهوری اسلامی مخالف بود.
بسیاری از اعضای حزب از همکاران سابق حزب نیروی سوم بودند و بقیه در اعتصاب معلمان ۱۳۴۰ به رهبری محمد درخشش شرکت داشتند. برخی از آنها کارمندان وزارتخانه‌های آموزش و پرورش و دادگستری بودند. نهضت رادیکال خواستار حاکمیت قانون، آزادی زندانیان سیاسی و پایان خشونت و شکنجه توسط نیروهای امنیتی بود.